# Sphaerostephanos grandescens
Sphaerostephanos grandescens är en kärrbräkenväxtart som beskrevs av Holtt. Sphaerostephanos grandescens ingår i släktet Sphaerostephanos och familjen Thelypteridaceae. Inga underarter finns listade.